# Trumbo (2015)
Trumbo ist ein US-amerikanisches biografisches Filmdrama von Jay Roach aus dem Jahr 2015. Die Hauptrollen belegen Bryan Cranston, Diane Lane, Helen Mirren, Louis C.K., Elle Fanning, John Goodman und Michael Stuhlbarg. Der Film spielt in den 1940er bis 1950er Jahren in Hollywood und handelt von Drehbuchautor Dalton Trumbo. Er basiert auf dessen Biografie, Dalton Trumbo, die von Bruce Alexander Cook verfasst wurde.
Der Film feierte beim Toronto International Film Festival 2015 Premiere, wo er bei den Special Presentations gezeigt wurde. In den Vereinigten Staaten kam Trumbo am 6. November 2015 in die Kinos; der deutsche Kinostart war am 10. März 2016. Der Film stieß überwiegend auf positive Kritiken, wobei vor allem Hauptdarsteller Bryan Cranston die Kritiker überzeugte und unter anderem für einen Oscar und einen Golden Globe Award nominiert wurde. Kritisiert wurden jedoch historische Inhaltsfehler und mangelhafte Darstellungen von wichtigen Persönlichkeiten und Ereignissen.

## Handlung
Dalton Trumbo ist ein sehr begabter Drehbuchautor aus Hollywood. Als Mitglied der Kommunistischen Partei der USA verachten ihn jedoch während des Kalten Kriegs viele Größen der Entertainment-Branche, die eine anti-sowjetische Einstellung haben, wie zum Beispiel Kolumnistin Hedda Hopper und Schauspieler John Wayne. 
Als einer der Hollywood Ten wird Trumbo vor den Kongress der Vereinigten Staaten geladen, um sich vor dem Komitee für unamerikanische Umtriebe zu Vorwürfen der kommunistischen Propaganda in Hollywood-Filmen zu äußern. Die Hollywood Ten, so auch Trumbo, verweigern jedoch eine direkte Aussage, da sie der Meinung sind, dass der Oberste Gerichtshof eine etwaige Verurteilung wegen Missachtung der Staatsgewalt durch den Kongress widerrufen wird. Als jedoch unerwartet ein Richter des Obersten Gerichtshofes durch einen deutlich konservativ eingestellten ausgetauscht wird, wird jeder der Hollywood Ten zu Freiheitsentziehung verurteilt. Zudem werden sie, zusammen mit vielen weiteren Filmschaffenden, denen kommunistische Neigungen nachgesagt werden, Teil der sogenannten Hollywood Blacklist. Viele Arbeitgeber verweigern Personen der Blacklist eine Anstellung.
Als Trumbo das Gefängnis nach Verbüßung seiner Haftstrafe verlässt, gerät er aufgrund seines Namens auf der Blacklist schnell in eine finanzielle Notlage. Er gibt sein fertiggestelltes Drehbuch für Ein Herz und eine Krone (Roman Holiday) an seinen Freund Ian McLellan Hunter, so dass dieser es als seines verkaufen kann und einen Teil der Erlöse erhält. Später erhält Hunter sogar den Oscar für die Beste Originalgeschichte für das Drehbuch. 
Trumbo verkauft sein Haus am See und zieht in die Innenstadt, wo er unter einem Pseudonym für das Low-Budget-Filmunternehmen King Brothers Productions arbeitet. Er stellt seine Frau Cleo und seine Kinder als seine Gehilfen ein, was schnell zu familiären Problemen führt. Der King-Brothers-Film Roter Staub (The Brave One), für den Trumbo unter einem Pseudonym das Drehbuch verfasst hat, erhält einen Oscar, den Trumbo jedoch nicht entgegennehmen kann. Hedda Hopper versucht währenddessen den Geschäftsführer der King Brothers Productions zu überreden, Trumbo zu entlassen, was jedoch scheitert.
Mit der Zeit wachsen Gerüchte um Trumbos Aktivitäten als Ghostwriter, er sagt jedoch nichts dazu aus. 1960 stellt Schauspieler Kirk Douglas Trumbo ein, um das Drehbuch für den Film Spartacus zu verfassen; Regisseur Otto Preminger gibt ihm zudem einen Auftrag für seinen neuen Film Exodus. Obwohl Hopper lange Zeit versucht, Douglas dazu zu bringen, Trumbo wieder zu entlassen, wird dieser schließlich in beiden Filmen als Drehbuchautor genannt. Mit der Zeit lässt die Wirkung der Blacklist immer weiter nach, bis der neu gewählte Präsident John F. Kennedy Spartacus sogar öffentlich befürwortet. So können Trumbo und viele andere sich wieder eine neue Karriere aufbauen.
Zehn Jahre später, nachdem Trumbo die ihm zustehenden Auszeichnungen erhalten hat, spricht er öffentlich über die Blacklist. Er erklärt, dass diese sie alle zu Opfern gemacht hat: die, die ihre Grundsätze vertreten haben, jedoch ihre Jobs dadurch verloren; und die, die ihre Grundsätze verwarfen, um ihre Jobs zu behalten.

## Hintergrund

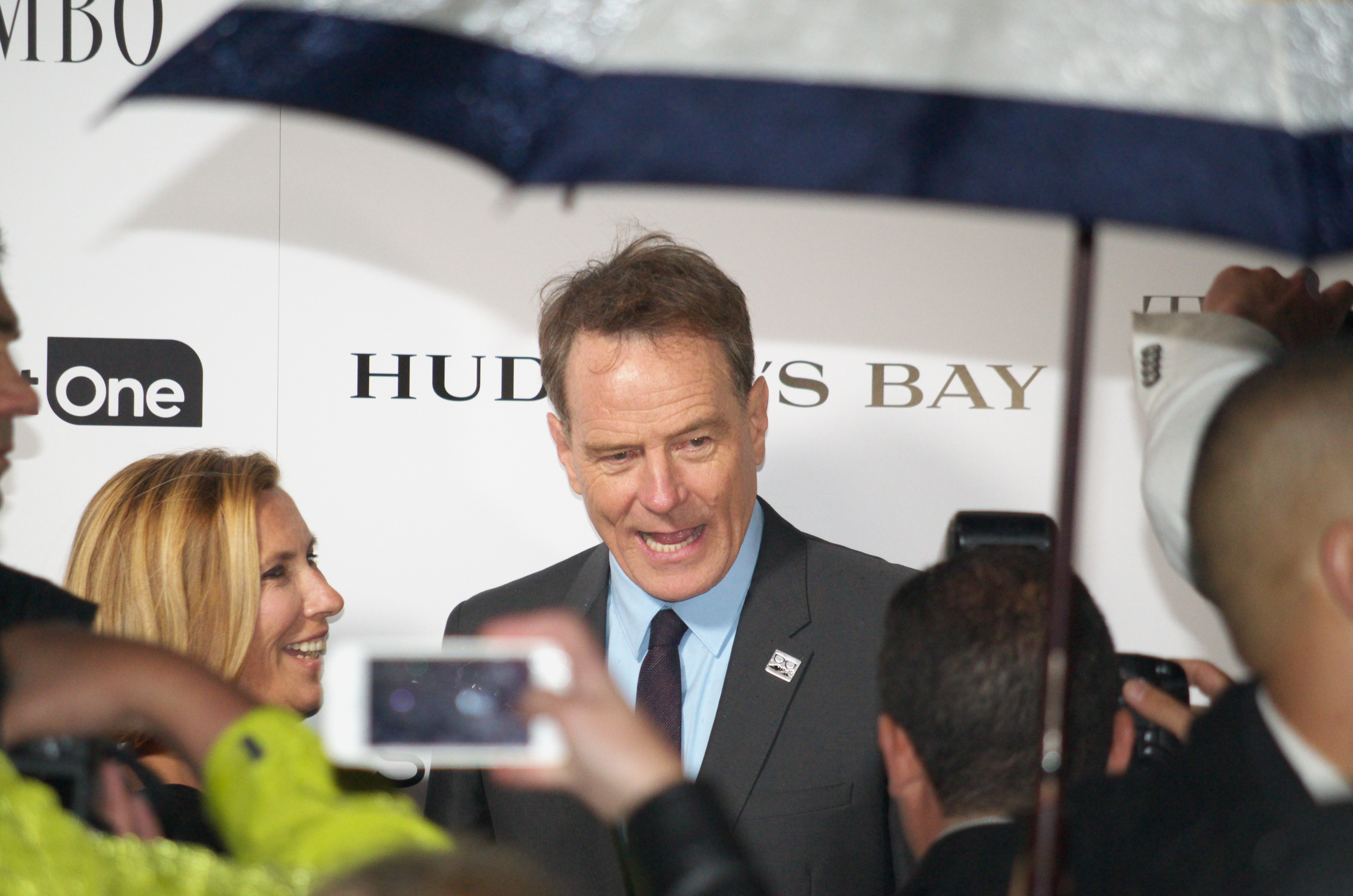
Bryan Cranston, hier im September 2015 bei der Premiere beim Toronto International Film Festival, spielt Dalton Trumbo

Bereits am 18. September 2013 bestätigte Bryan Cranston sein Engagement im Film und erklärte, dass er die Rolle des Dalton Trumbo übernehmen würde.
Die Dreharbeiten liefen vom 5. September bis zum 6. November 2014.
Der Film mit einem Budget von 15 Millionen US-Dollar wurde von Bleecker Street vertrieben und feierte am 12. September 2015 beim Toronto International Film Festival 2015 Premiere, wo er bei den Special Presentations gezeigt wurde. Am 6. November 2015 wurde er in ausgesuchten Kinos in den Vereinigten Staaten veröffentlicht, bevor er am 25. November landesweit in die Kinos kam. In Deutschland war der Kinostart am 10. März 2016.

## Kritik
Trumbo erhielt überwiegend positive Kritiken. Auf Rotten Tomatoes hält er eine Bewertung von 72 %, basierend auf 132 Bewertungen und einer Durchschnittsbewertung von 6,6/10. Das Fazit der Seite lautet: „Obwohl Trumbo ein ehrenvoller und gut gespielter Tribut an einen brillanten Autor ist, kann der Film nicht ganz mit den Werken seines Namengebers mithalten.“ Auf Metacritic erhielt der Film 60/100 Punkten, basierend auf 33 Bewertungen.
Thomas Vorwerk der filmstarts.de-Redaktion gab Trumbo 3,5 von 5 Sternen und sagte in seinem Fazit: „In Trumbo lässt Regisseur Jay Roach auf unterhaltsame Weise und mit tollen Darstellern anderthalb Jahrzehnte Hollywood-Geschichte aufleben.“. Jean Mikhail von kino-zeit.de sagte: „Trumbo ist in seiner Gänze trotz mancher inszenatorischer Schwäche eine gelungene Mischung aus nostalgischem Einblick ins Hollywood der späten 1940er und 1950er Jahre, politisch-kritischem Kommentar und Witz – und eine Geschichte, die es wert ist, gesehen zu werden.“

### Geschichtliche Inhaltsfehler
Obwohl der Film überwiegend positive Bewertungen erhielt, wurde kritisiert, dass manche geschichtlichen Ereignisse und Personen falsch dargestellt wurden. So verrät der Schauspieler Edward G. Robinson im Film seinen Freund Dalton Trumbo vor dem Komitee für unamerikanische Umtriebe, indem er ihn als Kommunisten bloßstellt. In der Realität sagte Robinson zwar mehrmals vor dem Komitee aus, bezeichnete Trumbo jedoch niemals als Kommunisten.
Verschiedentlich wurde auch die Darstellung Trumbos, der ein Anhänger der Diktatoren Joseph Stalin und Kim Il-sung war, kritisiert. Godfrey Cheshire vom Roger Ebert Journal sah Trumbo als zu vereinfacht, da er den Drehbuchautor als in jeder Hinsicht unschuldig darstelle und auch die Kommunistische Partei vollkommen kritiklos wie jede andere Partei präsentiere. Laut der Frankfurter Allgemeinen Zeitung zeigt der Film nicht, dass Trumbo „nicht bloß ein Salonkommunist, sondern ein linientreuer Parteisoldat war, dass er den Pakt Stalins mit Hitler und die russische Atomrüstung verteidigte“. Auch für den langen Lösungsprozess Trumbos von seinen stalinistischen Überzeugungen vor seinem Tod 1976 habe Roach keine Bilder.

## Auszeichnungen
Oscarverleihung 2016
- Nominierung in der Kategorie Bester Hauptdarsteller für Bryan Cranston

Golden Globe Awards 2016
- Nominierung in der Kategorie Bester Hauptdarsteller – Drama für Bryan Cranston
- Nominierung in der Kategorie Beste Nebendarstellerin für Helen Mirren

British Academy Film Awards 2016
- Nominierung in der Kategorie Bester Hauptdarsteller für Bryan Cranston

Critics’ Choice Movie Awards Jan. 2016
- Nominierung in der Kategorie Bester Hauptdarsteller für Bryan Cranston
- Nominierung in der Kategorie Beste Nebendarstellerin für Helen Mirren
- Nominierung in der Kategorie Bestes Schauspielensemble

Screen Actors Guild Awards 2016
- Nominierung in der Kategorie Bester Hauptdarsteller für Bryan Cranston
- Nominierung in der Kategorie Beste Nebendarstellerin für Helen Mirren
- Nominierung in der Kategorie Bestes Schauspielensemble